# Toplica (Srebrenica, BiH)
Toplica je naselje u općini Srebrenica, Republika Srpska, BiH.

## Stanovništvo
Nacionalni sastav stanovništva 1991. godine, bio je sljedeći:
ukupno: 267
- Srbi - 254
- Bošnjaci - 13